# Estación Paine
Paine es una estación ferroviaria ubicada en la comuna chilena de Paine y es parte de la Línea Troncal Sur de la Empresa de los Ferrocarriles del Estado (EFE).

## Historia

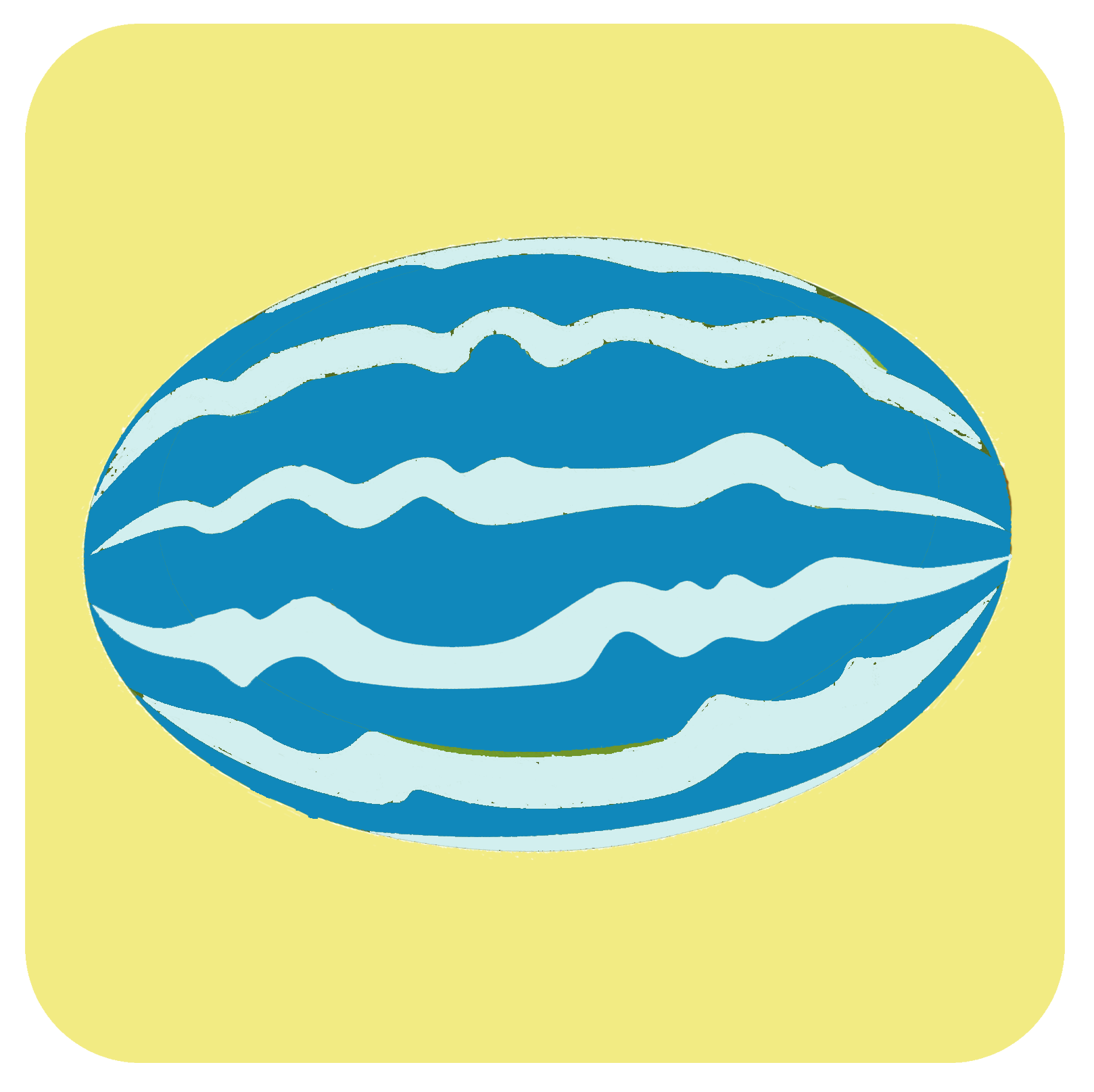
Pictograma que identificaba a la estación en 2001.

### SigloXIX
El tramo del ferrocarril aun se encontraba en trabajos para junio de 1859, y se esperaba que las obras del trazado y vías llegasen hasta Rancagua para el 18 de septiembre de ese año; los retrasos se debieron a que un incendio en Valparaíso destruyó material a utilizarse para construir puentes. Este retraso llevó a que las vías llegasen hasta Rancagua el 25 de diciembre de 1859.

### SigloXX
Esta estación se transformó a inicios del siglo XIX en la cabecera del ramal Paine-Talagante, el cual fue construido por la empresa The Railways and Works Company entre 1919 y 1923, inicialmente para transportar minerales y granos. El ramal sigue prestando servicios.

### SigloXXI
En 2020 se inauguran estacionamientos para bicicletas en la estación ―«EFE-bike»―, para interconectar las ciclovías de la ciudad con el servicio de pasajeros.

## Infraestructura
El edificio de pasajeros, la caseta de movilización y la bodega de carga están en buen estado. Existe una estación adjunta que da cabida a los servicios de pasajeros.

## Servicios

### Actuales
Actualmente la estación es punto de detención para los servicios del tren Rancagua-Estación Central y tren San Fernando-Estación Central.

### Turísticos
El 27 de enero de 2024 inició un servicio turístico entre la estación Rancagua y la estación San Antonio que utiliza el ramal Paine-Talagante, haciendo cambio de vía en la estación Paine.